# 엘타닌
엘타닌 또는 용자리 감마(γ Dra)는 천구 북반구의 용자리 방향에 있는 거성이다.

## 관측
엘타닌에는 바이어 명명법으로 '감마'(γ, 세 번째로 밝다는 뜻이다.)가 부여되었으나 실제로 이 별은 2.4 등급으로 용자리에서 가장 밝다. 예를 들면 라스타반(용자리 베타별)보다 거의 0.5 등급 더 밝다. 150 만 년 내로 엘타닌은 지구로부터 28 광년 안쪽까지 가까워질 것이다. 만약 엘타닌의 밝기가 변하지 않는다고 가정하면 이 때 밤하늘에서 엘타닌은 지금의 시리우스 밝기와 거의 비슷하게 보일 것이다. 히파르코스 측성 위성이 입수한 시차 자료에 따르면 이 별은 지구로부터 154.3 광년(47.3 파섹) 떨어져 있다. 엘타닌에 동반천체가 있을 가능성이 있는데, 만약 존재한다면 두 별은 약 1000 천문단위 떨어져 있을 것이다. 광도로 미루어보아 이 동반천체는 적색왜성일 것이다.
1728년 제임스 브래들리는 엘타닌의 시차를 측정하는 데 실패했는데 이 과정에서 지구가 움직이면서 광행차가 발생하는 것을 발견했다. 브래들리의 이 발견으로 지구가 태양을 돈다는 코페르니쿠스의 주장이 검증되었다.

## 물리적 특성
엘타닌은 분광형 K5 III으로 항성진화가 상당히 진행된 상태에 있다. 1943년 이래 이 별의 분광형은 다른 항성을 분류하는 안정적인 기준점 역할을 해왔다. 질량은 태양보다 72% 더 크고 반지름은 태양의 48 배까지 부풀어 있다. 광도는 태양의 약 471 배이며 바깥쪽 대기의 유효온도는 3930 켈빈이다. 이는 태양보다 차가운 값으로 이 온도에서 항성은 K형 별의 색채인 오렌지색으로 빛난다.

## 명명법
용자리 감마는 바이어 명명법에 따라 붙인 이름이다.
전통적으로 불려오던 이름 엘타닌(또는 에타닌)은 아랍어 단어 التنين ('아트-틴닌')에서 왔으며 그 뜻은 '큰 뱀'이다. 예전에는 '라스타반' 이름으로도 불렸으며 두 고유명칭은 '뱀' 또는 '용'을 뜻하는 아랍어 어원을 공유한다. 2016년 국제천문연맹은 고유명칭을 목록화, 표준화할 목적으로 산하에 항성명칭심의위원회(WGSN)를 조직했다. 2016년 7월 위원회가 고시한 항성목록에 엘타닌이 포함되어 IAU 항성명칭표에 공식 등재되었다.
과거 엘타닌, 용자리 베타(라스타반), 뮤(에라키스), 누(쿠마), 크시(그루미움)는 '알 아와이드'(어미 낙타들, 훗날 Quinque Dromedarii 로 불린다.) 별자리의 구성원이었다.
동아시아 별자리에서 엘타닌은 자미원에서 천봉(天棓)에 속해 있다. 천봉의 구성원은 엘타닌, 용자리 크시, 누, 베타, 허큘리스자리 이오타이다. 이 중 엘타닌을 단독으로 부르는 명칭은 천봉사(天棓四, 천봉에서 네 번째 별)이다.

### 이름 차용 사례
- 'USS 에타민 (AK-93)'은 미국 해군이 1943년부터 1944년까지 운용했던 크레이터급 화물선이다.[20]
- 'USNS 엘타닌 (T-AK-270)'은 미국 해군이 1957년부터 1962년까지 운용했던 엘타닌급 화물선이다.[21]

## 같이 보기
- 용자리의 항성 목록